# Barraca dels Jóncols
Barraca dels Jóncols és una construcció popular del municipi de Roses (Alt Empordà) protegida com a bé cultural d'interès local.

## Descripció
Botiga comunal de pescadors de Roses, a tocar la platja de Cala Jóncols. Edifici rectangular, de planta baixa i teulat d'un sol vessant amb ràfec de canaló de ceràmica verda, vidriada. Les obertures, porta i finestra, són a la façana de migdia, de cara a mar, adossada a la qual hi ha un banc o pedrís d'obra. L'interior és compartimentat, hi ha la llar i els pedrissos corresponents; el sostre és d'embigat i cabirons.
La construcció, arrebossada de dins i de fora, és de rebles i morter. La barraca ha estat arranjada curosament en els darrers temps.
A l'extrem Sud de la platja, a uns 25 m de la barraca descrita hi havia fins no fa molt temps restes de la botiga més antiga (ja n'existia una al segle xvii) les quals han acabat de desaparèixer en fer-hi al cim una mena de refugi privat modern.

## Història
L'any 976 el comte Gaufred d'Empúries i el seu fill Sunyer donaren al monestir de Roses el delme del peix i altres drets d'un territori que afrontava a orient "ex ipso port nuncupatur Ionculs usque in in pso capud Nofeu...."(Cartoral de Santa Maria de Roses, Arxiu Diocesà de Girona).
L'any 1030 els comtes d'Empúries i Rosselló vengureren al monestir de Sant Pere de Rodes drets sobre territori de l'actual terme de Cadaqués, amb la pesquera des de la punta dels tres Frares fins a «Port Iunguis»(transcrit per P. De Marca, "Marca Hispanica...").
El dret de pescar a Cala Jóncols -i a la propera cala Pelosa- fou objecte d'interminables litigis entre les Universitats de Cadaqués i de Roses, lligats als problemes dels límits territorials. Els de Cadaques, entre altres raons, al·legaren l'any 1673 que "...dites cales son més cerca de cadaques, que de Roses, i que en elles hi ha botigues de pescadors de Cadaqués ..." (memorial imprés, Arxiu de Cadaqués). La sentència definitiva donà la raó als de Roses establint com a límit la riera de Jóncols que, per trobar-se a l'extrem N. de la cala, la deixava enterament com a domini dels pescadors de Roses. Ho demostra aquesta nota del llibre de les Ordinacions de la Pesquerade Cadaqués :"A 6 Xbre 1677 se donà la sentencia del plet de Roses i se deixà de pescar als Jóncols i la pelosa ab los de Rosas."
Actualment les botigues de les cales ja pràcticament no serveixen per als afers estrictes de la pesca. De la barraca de Jóncols com les d'altres cales, que romanen dempeus, en tenen cura els pescadors i fills dels vells pescadors que hi acudeixen a passar diades de festa i estones de lleure. Han hagut de preocupar-se de frenar els intents de privatització I/O enderrocar aquesta i d'altres barraques comunals.